# Porter à connaissance
Vous pouvez aider à l'améliorer ou bien discuter des problèmes sur sa page de discussion.
- Certaines informations devraient être mieux reliées aux sources mentionnées dans la bibliographie ou les liens externes. Améliorez sa vérifiabilité en les associant par des références. (Marqué depuis avril 2025)
- Il est à actualiser. Certains passages sont obsolètes ou annoncent des événements désormais passés. (Marqué depuis avril 2025)

Le porter à connaissance est la procédure par laquelle le préfet porte à la connaissance des communes ou de leurs groupements compétents le cadre législatif et réglementaire à respecter ainsi que les projets des collectivités territoriales et de l’État en cours d’élaboration ou existants.
Il peut également désigner un document rédigé par un exploitant à l'intention du Préfet préalablement à toute modification notable apportée à l'exploitation d'une installation classée pour la protection de l'environnement (ICPE).

## En France

### Le régime du porter à connaissance au titre du Code de l'Urbanisme
Deux articles définissent le porter à la connaissance : les articles L. 132-2 (anciennement L. 121-2) et R. 132-1 (anciennement R. 121-1) du code de l'urbanisme.

#### Le cadre défini par la partie législative du code de l'urbanisme
Tout d’abord est concerné les articles L. 132-1 et L. 132-2 du code de l’urbanisme.

« L. 132-1 : Dans les conditions précisées par le présent titre, l’État veille au respect des principes définis à l'article L. 101-2 et à la prise en compte des projets d'intérêt général ainsi que des opérations d'intérêt national. »

« L. 132-2 : L'autorité administrative compétente de l’État porte à la connaissance des communes ou de leurs groupements compétents :1° Le cadre législatif et règlementaire à respecter ;
2° Les projets des collectivités territoriales et de l’État en cours d'élaboration ou existants.
L'autorité administrative compétente de l’État leur transmet à titre d'information l'ensemble des études techniques dont elle dispose et qui sont nécessaires à l'exercice de leur compétence en matière d'urbanisme.
Tout retard ou omission dans la transmission de ces informations est sans effet sur les procédures engagées par les communes ou leurs groupements. »

##### Les principes de l’article L. 121-1 du Code de l'urbanisme
Les principes de l’article L 121-1 du code de l'urbanisme sont les suivants :
1. l'équilibre
2. le développement durable
3. la mixité et la diversité sociale et urbaine

##### Les autorités concernées
Il s’agit du maire en tant qu’autorité déconcentrée mais aussi des présidents des établissements publics de coopération intercommunale (EPCI) ayant pour objet l'élaboration de "projets communs de développement au sein de périmètres de solidarité".

##### La procédure de transmission des informations
En ce qui concerne le délai, avant la loi no 2000-1208 du 13 décembre 2000 relative à la solidarité et au renouvellement urbains, le préfet devait porter à la connaissance des présidents des EPCI et du maire les informations nécessaires dans un délai de trois mois. Passé ce délai, s’il apportait des informations complémentaires, la collectivité locale n’était pas tenue même si la procédure d’élaboration ou de révision était encore en cours. L'obligation est aujourd'hui continue. Le porter à connaissance peut et doit intervenir tout au long de la procédure.
La circulaire du 6 septembre 2001 est venue préciser qu’il « s’agit toujours d’un exercice obligatoire, mais qui n’est plus tenu dans un délai règlementaire ». Elle ajoute s’adressant au préfet qu’ils n’en doivent pas moins « transmettre les informations que vous détenez déjà le plus complètement et rapidement possible dès l’engagement des procédures d’élaboration et de révision des documents d’urbanisme. Toutefois, vous pourrez porter à la connaissance des collectivités les informations nécessaires au fur et à mesure de leur élaboration ou de leur disponibilité pendant toute la durée de la procédure ». Le porter à la connaissance pourra donc s’effectuer en plusieurs fois. En effet, dès que le préfet sera averti de la nécessité de constituer un dossier de porter à connaissance, le préfet devra transmettre le plus rapidement possible les informations dont il dispose. Il pourra par la suite, si de nouvelles informations lui sont transmises, les transmettre à son tour aux collectivités locales au fur et à mesure et ce tout au long de la procédure.
Le préfet doit apporter une vigilance accrue à la constitution du dossier de porter à connaissance tant sur le fond que sur la forme. Il a été précisé que les documents seraient transmis « par écrit, en les identifiant clairement comme partie du porter à la connaissance en précisant le statut et la portée des différents types d’information fournis ». Cependant, ce n’est pas le préfet lui-même qui constitue les dossiers. En effet, la collecte des informations et la conservation des documents est effectuée par les services de l’État chargés de l’urbanisme dans le département et sous l’autorité du préfet.
Le porter à la connaissance consiste donc à communiquer les documents dont l’intérêt a paru suffisamment important au préfet pour qu’il en fasse le rappel aux collectivités publiques concernées ou intéressées. Le préfet peut ici agir dans deux cas : le premier est le cas classique où la collectivité publique décide d’élaborer ou réviser un document d’urbanisme et le notifie au préfet. Dans ce cas, si le préfet considère que les informations transmises n’ont pas été suffisamment prises en compte il peut effectuer un nouveau porter à la connaissance au cours de la procédure d’élaboration. Mais, le préfet peut aussi porter à la connaissance des collectivités publiques un document d’intérêt national qui viendrait s’opposer à un schéma de cohérence territoriale (SCOT) ou un plan local d'urbanisme (PLU) déjà élaboré. Dans ce cas, le préfet prend l’initiative du porter à la connaissance. Il n’est pas saisi par une collectivité. Mais celle-ci pourra tout de même être tenue de se mettre en conformité et donc de réviser le document d’urbanisme concerné afin de respecter et prendre en compte les enjeux supra-communaux.

##### La mise à la disposition du public
Avant la loi SRU, il était obligatoire de joindre dans l’enquête publique le dossier du porter à la connaissance. De la sorte, le public ne pouvait en avoir connaissance qu’à partir de ce moment-là.
Depuis la loi SRU, il y a une double possibilité. Tout d’abord, toute personne intéressée peut demander à consulter le document dès sa réception en mairie ou dans l’établissement concerné mais, la loi n’oblige plus de joindre le dossier à l’enquête publique. Tout ou partie de ses pièces peut être annexé au dossier d’enquête publique. L’utilisation du terme « peut » montre bien la fin de l’obligation.

#### Le cadre défini par l'article R 121-1 du Code de l'urbanisme
« Lorsqu'il reçoit la décision d'une commune, d'un établissement public de coopération intercommunale ou d'un syndicat mixte d'élaborer ou de réviser un schéma de cohérence territoriale ou un plan local d'urbanisme, le préfet porte à la connaissance du maire ou du président de l'établissement public les dispositions particulières applicables au territoire concerné, notamment les directives territoriales d'aménagement, les dispositions relatives aux zones de montagne et au littoral figurant aux chapitres V et VI du titre IV du présent livre, les servitudes d'utilité publique, les projets d'intérêt général et les opérations d'intérêt national au sens des articles L 121-9 et L 121-9-1, le plan régional de l'agriculture durable ainsi que le plan pluriannuel régional de développement forestier. Il fournit également les études techniques dont dispose l’État en matière de prévention des risques et de protection de l'environnement. Au cours de l'élaboration du document, le préfet communique au maire ou au président de l'établissement public tout élément nouveau. »

##### Les documents d’urbanisme locaux concernés par la procédure du porter à connaissance
Sont concernés par la procédure du porter à connaissance :
1. Les schémas de cohérence territoriale (SCOT)
2. Les plans locaux d'urbanisme (PLU)
3. Les cartes communales

##### Les documents devant être portés à la connaissance
- Loi montagne
- Loi littoral
- Directive territoriale d'aménagement (DTA) et DTADD
- Projet d'intérêt général (PIG)
- Opération d'intérêt national (OIN)

##### Le régime particulier dans le cadre de l’aménagement foncier et agricole
La loi du 23 février 2005 régit l’aménagement foncier des territoires ruraux. Dans son article premier, elle dispose que « l’État est la garant de la solidarité nationale en faveur des territoires ruraux et de montagne et reconnaît leur spécificité ». Il s’agit de contribuer à la prévention des risques naturels tels que les inondations, les glissements des terres et l’érosion des sols qui affectent directement tant l’activité agricole que l’environnement dont elle a besoin. Il s’agit aussi d’assurer la mise en valeur et la protection des paysages et du patrimoine rural . La loi du 23 février 2005 sur le développement des territoires ruraux a confirmé le rôle majeur du Conseil général en la matière en transférant l’entière responsabilité des procédures au département. Le rôle de l’État reste prédominant : il est alors recentré sur ses missions régaliennes c'est-à-dire, la protection de l’environnement et la prévention des risques naturels.
Le projet doit être élaboré en connaissance de cause, dans le respect des exigences en matière environnementale et prenant compte de l’état initial du site. L’obligation dite de « porter à connaissance » figure à l’article L. 121-13, alinéa 3 du code rural. Les informations concernées constituent alors la base de l’étude et assurent par la suite la légalité de l’opération. Le contenu est identique à celui en matière d’urbanisme. Ce porter à connaissance doit intervenir dans un délai raisonnable. Aucune mesure de publicité n’est cependant prévue. Seule l’inscription de ces informations dans le dossier de l’enquête publique est requise.
La question se pose de savoir quelle est son incidence lorsque le préfet a été défaillant ou lorsque les informations délivrées sont insuffisantes ou inexactes. Le porter à connaissance constitue un acte de préparation et n’est donc pas en principe et du moins directement, susceptible de recours. À la différence de la procédure en matière d’urbanisme l'absence du porter à connaissance ou l'insuffisance des informations qu'il contient dans le dossier d'enquête publique serait, de nature à entacher d'irrégularité la procédure suivie et, par voie de conséquence, d'illégalité la décision ordonnant la réalisation de l'aménagement foncier agricole et forestier. L’obligation de porter à connaissance du préfet n’est pas accompagnée d’une obligation de continuité comme en matière d’urbanisme.
Le décret du 29 février 2012 accentue la nécessaire intégration des politiques agricoles et forestières dans les politiques locales. Il oblige ainsi le préfet à transmettre le plan régional de l’agriculture durable (PRAD) ainsi que le plan pluriannuel régional de développement forestier (PPRDF).
En ce qui concerne le plan régional de l’agriculture durable, il fixe les grandes orientations de la politique agricole, agro-alimentaire et agro-industrielle de l’État dans la région « en tenant compte des spécificités des territoires ainsi que de l’ensemble des enjeux économiques, sociaux et environnementaux ». Le PRAD est élaboré par le préfet de région qui est assisté par le Commission régionale de l’économie agricole et du monde rural (COREAMR). Le projet de PRAD est soumis pendant un mois à la consultation du public, avant approbation par le préfet de région .
S’agissant du plan pluriannuel régional de développement forestier, il a pour objectif « d’améliorer la production et la valorisation économique du bois, tout en respectant les conditions d’une gestion durable des forêts » . Il est instauré par la loi du 27 juillet 2010 relative à la modernisation de l’agriculture et de la pêche. Le PPRDF n’est pas un nouveau document régional d’orientation forestière. C’est un programme d’actions opérationnel « dans le cadre d’une gestion durable et multifonctionnelle de la forêt » . Ce plan se substitue aux plans départementaux de développement forestier. Les opérations menées dans ce cadre peuvent être financées aussi bien par les collectivités concernées et leurs groupements que par l’État ou même l’Union européenne.

##### Le plan de prévention des risques technologiques
La loi no 2003-699 du 30 juillet 2003 relative à la prévention des risques technologiques et naturels et à la réparation des dommages prévoit l’élaboration de plans de prévention des risques technologiques (PPRT). Il s’agit de délimiter des zones à risque à l’intérieur desquelles un certain nombre d’activités sont interdites ou soumises à des conditions particulières, compte tenu de l’existence d’un risque technologique ou industriel. Ces plans concernent les établissements Seveso, à hauts risques, relevant de la catégorie AS au regard de la nomenclature issue du droit des installations classées pour la protection de l’environnement. Les PPRT prennent en compte les risques qui peuvent entrainer des effets sur la salubrité, la santé et la sécurité publiques qu’ils soient directs ou se traduisent par la pollution du milieu. Les PPRT valent servitude d’utilité publique. En vertu des articles L 126-1 et R 126-1 du code de l’urbanisme, ils sont annexés aux plans locaux d’urbanisme des communes concernées.
Le PPRT est élaboré sous la responsabilité de l’État : ils sont instruits par le préfet sauf pour les installations relevant du ministère de la Défense. Sont concernées les installations mises en service avant la loi du 31 juillet 2003, figurant dans la liste prévue par l’article L 515-8 du code de l’environnement ainsi que celles visées par l’article L 515-15 alinéa 1 du code de l’environnement. Devant être en principe adossé aux plans locaux d’urbanisme, le PPRT peut, à défaut, l’être d’office par le préfet.
Comme l’affirme la circulaire du 4 août 2006, « en raison des risques potentiels qu’elles présentent, les canalisations de transport de matières dangereuses donnent lieu à la réalisation d’études de sécurité. Elles sont donc concernées par la procédure du porter à connaissance afin de permettre aux communes ou à leurs groupements d’exercer leurs compétences en matière d’urbanisme, en veillant à assurer le mieux possible la prévention de ces risques et la protection des personnes qui pourraient y être exposées » .

##### Les risques naturels: le plan de prévention des risques naturels prévisibles et le plan de gestion des risques d’inondation
Les plans de prévention des risques naturels prévisibles (PPRNP) doivent être annexés au PLU. De la sorte, l’autorité procédant à l’élaboration de ce document ou à son révision, devra disposer des informations nécessaires pour ce faire.
Les PPRNP ont pour objectif la délimitation des secteurs à l’intérieur desquels des risques naturels tels que les inondations, les érosions, l’affaissement, les avalanches ou autres, existent. Ces risques justifient que soit interdites ou limitées, ou encore soumises à des conditions particulières, les constructions ou les installations quelle que soit leur nature. Le mécanisme apparaît avec la loi du 13 juillet 1982 relative à l’indemnisation des victimes des catastrophes naturelles. Il subit cependant une modification importante avec la loi du 2 février 1995. Aujourd’hui, on le trouve dans le code de l’environnement aux articles L 562-1 et suivants. Le PPRNP est élaborés par l’État. Outre la concertation des personnes publiques locales telles que les communes directement concernées par exemple. Ils doivent aussi permettre de déterminer les techniques de prévention et les mesures devant être prises.
Une circulaire est intervenue le 14 octobre 2003 pour préciser la politique de l’État en matière de connaissance des zones inondables et pour tout ce qui concerne l’information du public. Parmi les objectifs affichés, il s’agissait notamment d’améliorer la qualité des porters à connaissance. Il s’agissait de permettre aux collectivités non couvertes par un plan de prévention des risques, d’intégrer dans leurs plans locaux le risque d’inondation et « l'identification des zones de rétention temporaires des eaux de crues ainsi que des zones de mobilité du lit mineur des cours d'eau » prévues par la loi du 30 juillet 2003.
La Commission européenne est également intervenue en adoptant en 2007 la directive 2007/60/CE relative à l’évaluation et à la gestion des risques d’inondation, dite « Directive inondation ». La loi du 12 juillet 2010 a mis en place pour sa transposition deux nouvelles étapes préalables à un outil nouveau. L’évaluation préliminaire des risques est destinée à évaluer les risques potentiels d’inondation et à identifier les territoires à risque important. Un plan de gestion des risques d’inondation devrait alors être mis en place avant le décembre 2015 à l’aide de ces deux outils. Le décret du 2 mars 2011 relatif à l’évaluation et à la gestion des risques d’inondation définit les mesures à prendre et les actions à mener en vue d’élaborer un plan de gestion des risques d’inondation (PGRI) pour chaque territoire concerné.
Le porter à connaissance intègre également le risque de pollutions des sols, prévu par l’article L 125-6 du Code de l’environnement.

##### Les études en matière d’inventaire du patrimoine culturel
En vertu de l’article R 123-15 alinéa 2 du code de l'urbanisme, le préfet porte également à la connaissance la proposition faite par l’architecte des bâtiments de France de modifier un ou plusieurs des périmètres de protection des monuments historiques. Il doit aussi communiquer à la collectivité locale toutes les informations contenues dans l’inventaire du patrimoine naturel, utiles à l’élaboration du document d’urbanisme prévu par l’article L 411-5, I du code de l’environnement.
Le terme inventaire renvoie aux procédures destinées à recenser l’ensemble des richesses patrimoniales présentes sur le territoire. Datant de 1964, le législateur a cependant modifié la procédure par la loi du 13 août 2004 relative aux libertés et responsabilités locales. Désormais, il doit recenser, étudier et faire connaître les éléments du patrimoine qui présentent un intérêt culturel, historique ou scientifique. La conduite de l’inventaire général du patrimoine culturel est confiée aux régions et à la collectivité territoriale de Corse par le décret du 20 juillet 2005.
Depuis le 1er février 2007, la compétence en la matière est transférée aux directions régionales des affaires culturelles (DRAC). Une étroite collaboration est ainsi fondamentale entre la DRAC et les services départementaux dans la mesure où le préfet doit fournir les études techniques dont il dispose aux maires ou les présidents des EPCI dans le cadre du porter à connaissance.

#### Le régime de responsabilité
La compétence accordée à la commune ou à l'EPCI dans l'élaboration des documents d'urbanisme doit être concilié avec le principe posé par l'article L 110 du code de l'urbanisme selon lequel « le territoire est le patrimoine commun de la Nation » prévoyant notamment que « les collectivités publiques harmonisent, dans le respect réciproque de leur autonomie, leurs prévisions et leurs décisions d'utilisation de l'espace ». Malgré son apparence contraignante du fait de son contenu, le porter à connaissance constitue un acte ne portant pas atteinte aux intérêts et droits des administrés.
S'agissant de la nature juridique du porter à connaissance, le tribunal administratif de Nantes s'est prononcé à l'occasion d'un arrêt du 28 décembre 1995 (arrêt Gousseau), dans lequel il précise que le porter à connaissance constitue une mesure préparatoire à caractère informatif associé à la procédure d'élaboration d'un document d'urbanisme et ne peut, à ce titre, faire l'objet d'un recours pour excès de pouvoir . De manière générale il s'agira d'une collectivité territoriale qui, appelant en garantie, opposera une telle responsabilité afin de réparer un préjudice résultant de l'acte illégal. Dès lors, le porter à connaissance ne constituant pas un acte faisant grief ne pourra faire l'objet d'une annulation à travers le contentieux de la légalité. En effet le requérant devra apporter la preuve d'une faute de la part de l'État (le préfet agissant en son nom) pour pouvoir engager sa responsabilité. La circulaire du 6 septembre 2001 précise également que « a responsabilité de l'État peut être engagée s'il ne transmet pas les documents nécessaires, en particulier ceux prévus à l'article R.121-1 du Code ». Une vigilance accrue doit être apportée à sa constitution, tant sur le fond que sur la forme.
Mais la preuve de la commission d'une faute par l'État demeure délicate. En effet, dans un arrêt du 21 juin 2000 (arrêt Ministère de l’Équipement, des Transports et du Logement c/ Commune de Roquebrune-Cap-Martin), le Conseil d’État a considéré que la Cour administrative d'appel de Marseille avait fait une fausse application des articles L. 123-1, R.123-5 et R.311-10-4 du code de l'urbanisme. Elle juge que le préfet des Alpes-Maritimes, en omettant de mentionner les contraintes liées à la loi du 3 janvier 1986, avait commis une faute de nature à engager la responsabilité de l'État vis-à-vis de la commune. Il est à supposer que la faute simple de l'État n’est pas suffisante mais que la preuve d'une faute lourde devrait être apportée. Il faut noter que le Conseil d'État ne précise rien quant à la nature de la faute. En effet, il semblerait que la faute reprochée à l'État doit être flagrante et avoir des conséquences dommageables répondant à un certain seuil de gravité. Néanmoins, par la généralité de ses considérants, un arrêt du Conseil d'État de 2003, laisse subsister un doute quant à l'abandon supposé de la faute lourde et la possibilité de revirement de jurisprudence.
Au-delà du porter à connaissance le préfet dispose d'autres instruments tels que les études préalables, l'association à la procédure d'élaboration et des projets d'intérêt général.

### Le porter à connaissance au titre du Code de l'Environnement
Toute modification apportée par l'exploitant à une installation classée au titre de la protection de l'environnement (ICPE), à son mode d'utilisation ou à son voisinage et qui entraîne un changement notable des éléments du dossier de déclaration, d'enregistrement ou de demande d'autorisation, doit être portée à la connaissance du préfet avant sa réalisation avec tous les éléments d'appréciation.
- Installation soumise au régime de déclaration[15]. Un arrêté du ministre chargé des installations classées fixe le modèle national de déclaration de ces modifications et précise les conditions dans lesquelles cette déclaration est transmise par voie électronique.
- Installation soumise au régime d'enregistrement[16].
- Installation soumise au régime d'autorisation[17].

Dans les trois cas, si le préfet estime, après avis de l'inspection des installations classées, que les modifications sont substantielles, le préfet invite l'exploitant à déposer une nouvelle demande de déclaration, d'enregistrement ou d'autorisation.
Le Conseil d’État considère que le silence gardé par le préfet à la suite du dépôt du porter à connaissance fait partie des exceptions au principe selon lequel le silence gardé pendant deux mois vaut acceptation. Par conséquent, le silence de l'administration en la matière ne vaut pas autorisation du projet, mais doit être considéré comme un refus implicite.